# Зарипов, Данис Зиннурович
Дани́с Зинну́рович Зари́пов (тат. Данис Зиннур улы Зарипов; род. 26 марта 1981, Челябинск) — российский хоккеист, крайний нападающий и бывший капитан «Ак Барса». Трёхкратный чемпион мира (2008, 2009 и 2014) в составе сборной России. Единственный пятикратный обладатель Кубка Гагарина (в 2009, 2010, 2018 годах — в составе «Ак Барса», в 2014 и 2016 годах — в составе «Металлурга»). Депутат  Государственного Совета Республики Татарстан  (с сентября 2024—н.в.)).
Заслуженный мастер спорта России (2009). Кавалер ордена Почёта (2014). Старший брат хоккеиста Марата Зарипова.

## Биография
Данис Зарипов начал карьеру в 1996 году в челябинском «Мечеле», выступавшем тогда в высшей лиге чемпионата России. Выступал за «Свифт-Каррент Бронкос» в Западной хоккейной лиге (WHL) в сезоне-1998/99 и в 62 матчах забросил 23 шайбы, сделал 8 передач. В следующем году вернулся в «Мечел», который к этому времени уже вышел в суперлигу, но особой результативностью не отличался.
Сезон-2001/02 начал в казанском «Ак Барсе», хотя имел контракт ещё на год с «Мечелом». В 41 игре набрал 9 (3+6) очков.
С 2003 года Зарипов стал рассматриваться как кандидат в сборную России, но на чемпионат мира поехал лишь в 2006. В регулярном первенстве 2005/06 набрал 39 очков (14+25), в плей-офф забил три гола и сделал 8 передач и помог своему клубу стать чемпионом России. На ЧМ-2006 забросил две шайбы и сделал три передачи.
В сезоне-2006/07 установил личный рекорд, набрав 62 очка (32+30) в 53 матчах. Помогла этому игра в одном звене с Алексеем Морозовым и Сергеем Зиновьевым, которые также набрали много очков. Выиграв вместе с клубом серебро, Зарипов получил приглашение в сборную России. На ЧМ-2007 в Москве он был одним из лучших в команде по показателю «плюс-минус» (+10), на его счету также 9 передач на турнире.
В чемпионате России-2007/08 звено Зиновьев-Зарипов-Морозов выступало неровно. Тем не менее, Зарипов стал вторым бомбардиром команды вслед за Морозовым, забросив 21 шайбу и сделав 35 передач. На чемпионате мира в Канаде в 2008 году Зарипов в составе сборной России стал победителем турнира. Год спустя сыграл всего два матча (выбыв из состава из-за травмы), но набрал 3 очка (2+1). На чемпионате мира 2015 года в Чехии сыграл всего одну игру с Норвегией, в которой набрал 3 очка (1+2), а в третьем периоде матча получил травму плеча и выбыл до конца турнира.
7 июля 2017 подписал двухлетний контракт с «Ак Барсом», но 25 июля был дисквалифицирован на 2 года — до 22 мая 2019 года, так как сдал положительный допинг-тест во время чемпионата КХЛ-2016/17. В допинг-пробах Даниса Зарипова были обнаружены два препарата — псевдоэфедрин и гидрохлортиазид. 9 августа контракт Зарипова и «Ак Барса» был расторгнут по взаимному согласию сторон. Но 21 ноября 2017 года суд вынес решение по делу Зарипова, установив, что игрок не принимал запрещённые средства целенаправленно, а стал жертвой ошибки. Из-за этого ИИХФ сократил дисквалификацию до полугода, форвард вернулся уже 23 ноября 2017 года. Таким образом, дисквалификация продлилась с 23 мая по 23 ноября 2017 года.
28 ноября 2018 года установил рекорд по количеству проведенных матчей в высших дивизионах чемпионата страны (1164 игры). Все последующие игры увеличивали рекордный показатель.
27 мая 2019 года продлил контракт с «Ак Барсом» ещё на год. В сезоне 2019/20 провёл 52 игры, в которых набрал 27 очков (13+14) при показателе полезности +2. В конце апреля 2020 года продлил контракт ещё на один год.
17 сентября 2020 года в возрасте 39 лет набрал четыре очка (2+2) в игре против «Салавата Юлаева» (4:1).
26 августа 2021 года объявил о том, что сезон 21/22 будет для него последним в игровой карьере. Летом 2022 года продлил контракт.
24 февраля 2023 года после матча с «Металлургом» (3:6) объявил о завершении игровой карьеры.
9 августа 2023 года провёл прощальный матч.

### Общественная и политическая деятельность
Является доверенным лицом Владимира Путина на выборах 2024 года.

## Семья и личная жизнь
- Первая супруга — Татьяна, сын Артур, который пошёл по стопам отца и также стал хоккеистом.
- Вторая супруга — Алла, дочь Ариана.
- Третья супруга — Альбина, сын Диас.

Болеет за казанский футбольный клуб «Рубин».

## Статистика
| Легенда | Легенда                    | Легенда | Легенда                   | Легенда | Легенда    |
| ------- | -------------------------- | ------- | ------------------------- | ------- | ---------- |
| И       | Количество проведённых игр | Штр     | Штрафное время            | +/−     | Плюс-минус |
| Г       | Голы                       | П       | Голевые передачи          | О       | Очки       |
| -       | Статистика неизвестна      | —       | Статистика не учитывалась |         |            |

### Клубная карьера
- a В «Регулярном сезоне» учитывается статистика игрока совместно с переходным турниром.

## Достижения

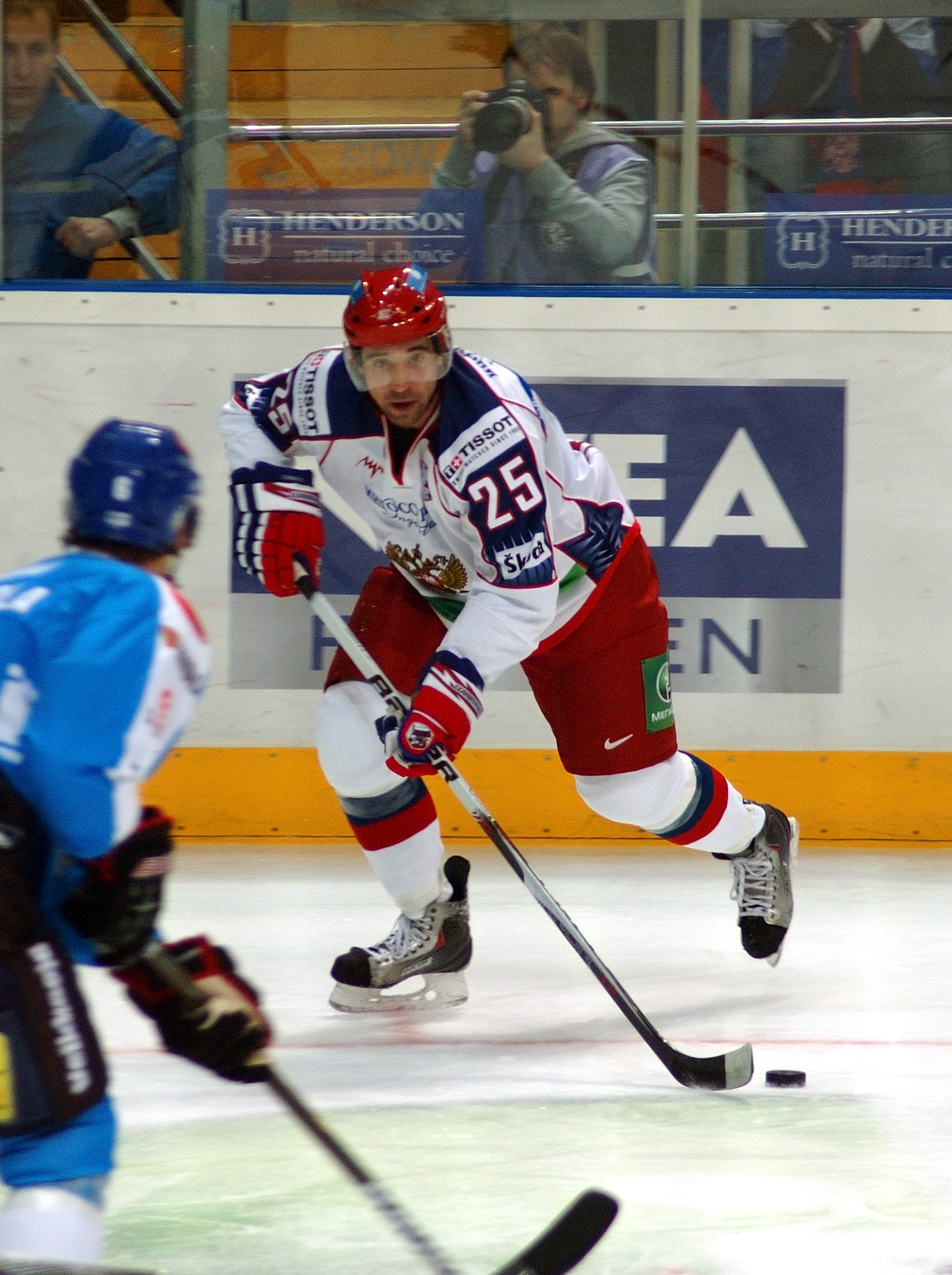
Зарипов в матче за сборную России в 2010 году

### Командные
| Год                    | Команда                | Достижение                              | Достижение |
| ---------------------- | ---------------------- | --------------------------------------- | ---------- |
| Клубные                |                        |                                         |            |
| 2002, 2007, 2020       | Ак Барс                | Серебряный призёр чемпионата России (4) |            |
| 2017                   | Металлург Магнитогорск | Серебряный призёр чемпионата России (4) |            |
| 2004, 2021             | Ак Барс                | Бронзовый призёр чемпионата России      |            |
| 2006, 2009, 2010, 2018 | Ак Барс                | Чемпион России (6)                      |            |
| 2014, 2016             | Металлург Магнитогорск | Чемпион России (6)                      |            |
| 2007                   | Ак Барс                | Обладатель Кубка европейских чемпионов  |            |
| 2008                   | Ак Барс                | Победитель Континентального кубка       |            |
| 2009, 2010, 2018       | Ак Барс                | Обладатель Кубка Гагарина (5)           |            |
| 2014, 2016             | Металлург Магнитогорск | Обладатель Кубка Гагарина (5)           |            |
| Международные          |                        |                                         |            |
| 2007                   | Россия                 | Бронзовый призёр чемпионата мира        |            |
| 2008, 2009, 2014       | Россия                 | Чемпион мира (3)                        |            |
| 2015                   | Россия                 | Серебряный призёр чемпионата мира       |            |

### Личные
| Год                    | Команда                | Достижение                                                 | Достижение |
| ---------------------- | ---------------------- | ---------------------------------------------------------- | ---------- |
| 2006, 2007             | Ак Барс                | Участник Матча всех звёзд Суперлиги (2)                    |            |
| 2006, 2007, 2009, 2012 | Ак Барс                | Обладатель приза «Три бомбардира» (5)                      |            |
| 2014                   | Металлург Магнитогорск | Обладатель приза «Три бомбардира» (5)                      |            |
| 2007                   | Ак Барс                | Попадание в Сборную всех звёзд Кубка европейских чемпионов |            |
| 2007                   | Ак Барс                | Обладатель приза «Мастер плей-офф»                         |            |
| 2007                   | Ак Барс                | Обладатель приза «Лучший снайпер»                          |            |
| 2009, 2010, 2019, 2020 | Ак Барс                | Участник Матча всех звёзд КХЛ (7)                          |            |
| 2014, 2015, 2016       | Металлург Магнитогорск | Участник Матча всех звёзд КХЛ (7)                          |            |
| 2009                   | Ак Барс                | Обладатель приза «Железный человек»                        |            |
| 2009                   | Ак Барс                | Обладатель приза «Золотая клюшка»                          |            |
| 2009                   | Ак Барс                | Обладатель приза «Золотой шлем» (2)                        |            |
| 2014                   | Металлург Магнитогорск | Обладатель приза «Золотой шлем» (2)                        |            |
| 2012                   | Ак Барс                | Обладатель приза «Секунда» (самый поздний гол)             |            |
| 2014                   | Россия                 | Лучший ассистент чемпионата мира                           |            |

Другие
| Год  | Достижение                       | Достижение |
| ---- | -------------------------------- | ---------- |
| 2009 | Заслуженный мастер спорта России |            |

## Награды
- Медаль ордена «За заслуги перед Отечеством» II степени (30 июня 2009) — за большой вклад в победу сборной России по хоккею на чемпионатах мира в 2008 и 2009 годах[18].
- Орден «За заслуги перед Республикой Татарстан» (5 июля 2013) — вручён Президентом Татарстана Рустамом Миннихановым за заслуги перед Республикой Татарстан[19].
- Орден Почёта (27 мая 2014) — вручён Президентом России Владимиром Путиным за победу в чемпионате мира 2014 года в составе сборной России[20].

## Другое
В августе 2016 года в городе Набережные Челны (респ. Татарстан) открыт завод по производству хоккейных клюшек из композитных материалов компании ООО «ЗаряД». Совладельцами компании стали Данис Зарипов и его коллега Иван Савин. В июле 2019 года дочерняя компания Госкорпорации «Росатом» Umatex приобрела 50 % акций в ООО «ЗаряД».